# Dimethyloldihydroxyethylenharnstoff
Dimethyloldihydroxyethylenharnstoff ist eine chemische Verbindung aus der Gruppe der Carbonsäureamide.

## Gewinnung und Darstellung
Dimethyloldihydroxyethylenharnstoff kann aus Harnstoff, Glyoxal und Formaldehyd gewonnen werden.

## Eigenschaften
Dimethyloldihydroxyethylenharnstoff ist ein kristalliner weißer Feststoff, der mischbar mit Wasser ist.

## Verwendung
Dimethyloldihydroxyethylenharnstoff wird zur Pflegeleicht- und Knitterfreibehandlung von Baumwoll- und Baumwollpolyestergeweben eingesetzt. Hierbei findet eine Vernetzung zwischen den Hydroxygruppen der Zellulose und des Dimethyloldihydroxyethylenharnstoffes statt.
DMDHEU wird auch zur Verbesserung der Witterungsbeständigkeit und Dimensionsstabilität von Holz eingesetzt (siehe Holzmodifikation).
Beim von der BASF entwickelten Belmadur-Prozess wird das Holz zunächst mit einer wässrigen Lösung mithilfe eines Vakuums druckimprägniert. Beim anschließenden Trocknen bei einer Temperatur von über 100 °C vernetzt sich das DMDHEU mit Bestandteilen des Holzes in der Art eines Kunstharzes.

## Sicherheitshinweise
Aus Dimethyloldihydroxyethylenhamstoff kann neben Formaldehyd auch das ebenfalls sensibilisierende Glyoxal freigesetzt werden. Formaldehyd konnte sowohl in Dimethyloldihydroxyethylenharnstoff-Lösungen als auch in damit behandelten Geweben nachgewiesen werden. Ursächlich für die Formaldehyd-Verunreinigung sind bei der Dimethyloldihydroxyethylenharnstoff-Herstellung nicht umgesetztes Formaldehyd sowie Formaldehyd, der nach der Gewebebehandlung durch Hydrolyse freier N-CH~OH-Gruppen des Dimethyloldihydroxyethylenharnstoffes entsteht. Die Formaldehyd-Freisetzung kann zwischen 35 und 570 µg/m2 Gewebe/Tag betragen. Die Formaldehyd-Freisetzung ist pH-abhängig. Die geringste Freisetzung wurde bei einem pH-Wert zwischen 3 und 7 beobachtet.